# Johann Georg Rauch
Johann Georg Rauch (Soultz, Alt Rin, 1658 - 1710) fou un compositor alsacià.
Encara que no se sap res sobre la joventut i la formació de Johann Georg Rauch, el seu nom apareix al voltant de 1681, on s'esmenta com a organista de la catedral d'Estrasburg, precisament, quan aquest, per ordre del rei Lluís XIV, va tornar a la fe catòlica després de dècades de protestantisme. La seva presència en la vida musical de la catedral es testifica a la seva mort després que el seu fill Michel Joseph prendrà la seva successió. Rauch no ha deixat curiosament obres per a orgue. No obstant això, ell és l'autor de quatre col·leccions de música impressionant (3 dedicat a les sonates vocals i instrumentals compostes de dotze anys), tots publicats en vida i molt difosa a Alsàcia i més enllà. Després d'un èxit considerable, l'obra de Johann Georg Rauch ha caigut gradualment en desús fins que va ser oblidat per complet de la segona meitat del segle xviii. Publicà: Novae sirenes sacrae harmoniae tam instrumentis quam vocibus tantum concertantes... (Estrasburg, 1688), i Citharo Orphei duodecim sonatarum (Estrasburg, 1697).